# 天王星の衛星

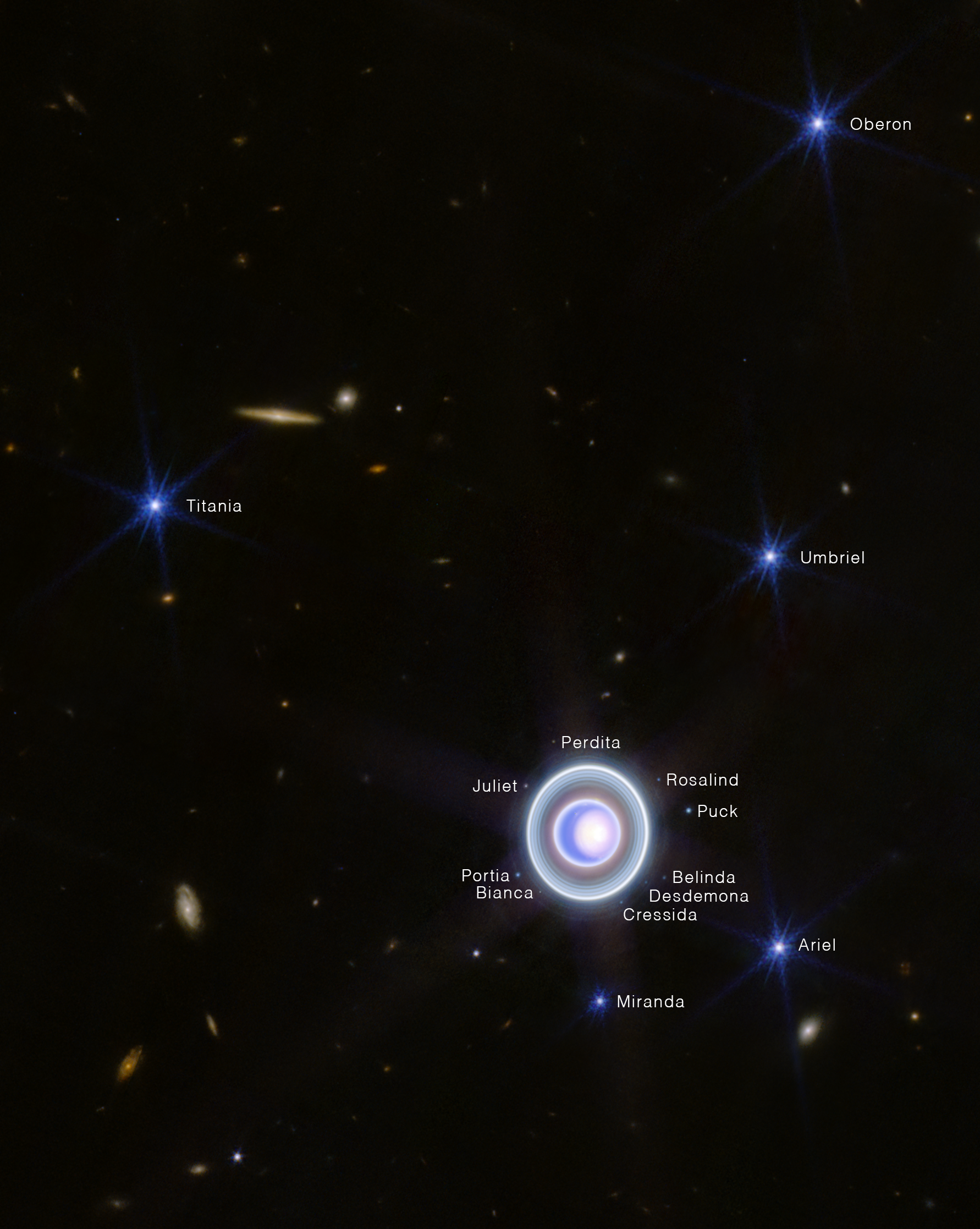
2023年9月4日にジェイムズ・ウェッブ宇宙望遠鏡が撮影した天王星の特に大きな6個の衛星と、天王星の近くを公転する8個の衛星が写る画像。6個の特に大型の衛星は、アリエル、パック、ミランダ、ウンブリエル、チタニア、オベロンである。同年2月6日に撮影されていた同様の画像とは異なり、ビアンカ、クレシダ、デズデモーナ、ジュリエット、ポーシャ、ロザリンド、ベリンダ、ペルディータの8個の小さな衛星も確認できるようになった。コーディリアとオフィーリアは非常に明るい天王星のε環に紛れており、マブとキューピッドは小さすぎて確認できない。

本項では、太陽系の第7惑星である天王星の衛星（てんのうせいのえいせい）について述べる。2025年8月時点で、天王星を公転している衛星は29個確認されている。それらのほとんどは、ウィリアム・シェイクスピアとアレクサンダー・ポープの作品に登場する、または作品の中で言及されている登場人物にちなんで命名されている。天王星の衛星は14個の内衛星、5個の主要な大型衛星、そして10個の不規則衛星の3つのグループに分けることができる。内衛星と主要な大型衛星はすべて天王星の自転方向に対して順行する軌道を持ち、規則衛星に分類される。対照的にほとんどの不規則衛星は天王星の自転方向に対して逆行している。
内側を公転している衛星は、天王星の環と共通の性質と起源を共有していると考えられている小さく暗い天体である。5個の主要な大型衛星は形状がほぼ楕円体であり、過去のある時点で静水圧平衡の状態に達していたことを示している（現在も静水圧平衡の状態にある可能性がある）。そのうちの4個は、その表面に峡谷の形成や火山活動などの天体内部が駆動するプロセスが存在していた兆候がみられる。これら5個の衛星のうち最大の大きさを持つチタニアは直径が 1,578 km で、これは太陽系内で8番目に大きい衛星であり、質量は地球の衛星である月の約20分の1である。規則衛星の軌道は、軌道面に対して97.77度傾いている天王星の赤道面とほぼ同一平面上にある。不規則衛星は、天王星から遠く離れたところを公転し、楕円形の大きく傾斜した軌道を描いている。
ウィリアム・ハーシェルによる観測で、1787年に天王星を公転する最初の2個の衛星、チタニアとオベロンが発見された。他の3つの楕円体の形状となっている大型衛星は、1851年にウィリアム・ラッセル（アリエルとウンブリエル) によって、1948年にジェラルド・カイパー（ミランダ）によって発見された。残りの衛星は1985年以降、ボイジャー2号のフライバイ探査中、または地上の望遠鏡での観測などから発見された。

## 発見
最初に発見された天王星の衛星はチタニアとオベロンで、ウィリアム・ハーシェルが天王星を発見してから約6年後の1787年1月11日に発見された。その後、ハーシェルはこの2個を含めて最大で6個の衛星（後述）を発見したと報告し、50年近くに渡ってハーシェルが用いた観測機器がこれらの天王星の衛星を観測した唯一の機器となった。1840年代には、より優れた観測機器と天球上での天王星がより観測に適した位置に来るようになったことで、チタニアとオベロンに加えて衛星が存在しているという兆候が散発的に見られるようになった。最終的に、ウィリアム・ラッセルによって1851年にアリエルとウンブリエルが新たに発見された。天王星の衛星におけるローマ数字で記される確定番号の付与の体系はかなり長い間に渡って流動的であり、出版物においてはハーシェルの指定に基づくもの（チタニアとオベロンをそれぞれ Uranus II と Uranus IV とする）とラッセルの指定に基づくもの（場合によってはチタニアとオベロンを Uranus I と Uranus II としている場合がある）の間で混乱がみられた。アリエルとウンブリエルの存在が確認されたことを受けて、ラッセルは天王星から近い順に I から IV の番号を付け、これが最終的に定着した。
それからはほぼ1世紀の間に渡って、天王星を公転している他の衛星が発見されることはなかった。1948年にマクドナルド天文台で観測を行ったジェラルド・カイパーが、5個の大型の衛星の中で最も小さなミランダを発見した。1986年1月に宇宙探査機のボイジャー2号のフライバイ観測により、天王星の近くを公転する10個の内衛星が発見された。これらとは別に、1999年にはボイジャー2号の古い観測データの研究を行った Erich Karkoschka によって新たにペルディータの発見が報告されたが、その存在を明確に裏付けることのできるデータが無かったことから、2001年にペルディータの発見報告は一度却下されることになった。しかし、2003年にハッブル宇宙望遠鏡による観測結果から予想されていた位置にペルディータが確かに存在していることが認められた。
天王星は、地上の望遠鏡を用いた天文学者らによってシコラクスとキャリバンが発見される1997年まで、不規則衛星が発見されていなかった最後の巨大ガス惑星であった。1999年から2003年にかけて、地上からさらに優れた望遠鏡を用いて天王星の不規則衛星の探索を続け、その結果、さらに7個の天王星の不規則衛星が発見された。1999年の後半時点で発見された衛星数は20個に達し、翌年以降に木星と土星に多数の衛星が相次いで発見されるまでのわずかな期間ではあるが、天王星が太陽系で最多の衛星を持つ惑星とされていた。さらに、2003年にハッブル宇宙望遠鏡を用いた観測で、2個の小さな内衛星であるキューピッドとマブが新たに発見された。その後、約20年間にわたって新たな衛星の発見報告は無かったが、2021年と2023年にスコット・S・シェパードらがハワイ島のマウナケア山にあるすばる望遠鏡を用いた観測から、新たな不規則衛星 S/2023 U 1 が発見されたことが2024年に公表された。
2025年8月19日にサウスウエスト研究所の Maryame El Moutamid らの研究チームは、ジェイムズ・ウェッブ宇宙望遠鏡の近赤外線カメラ (NIRCam) を用いて同年2月2日に行った観測で天王星のε環のすぐ外側を公転している新たな内衛星 S/2025 U 1 を発見したと天文電報中央局の Central Bureau Electronic Telegram (CBET) にて発表した。S/2025 U 1 が天王星の他の小型衛星と同等のアルベド（反射能）を持っていると仮定するとその直径は 8 km から 10 km 程度であり、これは現在知られている天王星の内衛星の中では最も小さい。小さくて暗すぎるため、ボイジャー2号による接近探査などでは発見できなかったと考えられている。
ジェミニ望遠鏡による観測から、確認待ちの衛星候補の天体がさらに5個存在している。

### 存在しなかった衛星
ハーシェルは1787年1月11日にチタニアとオベロンを発見した後、さらに4個の衛星を観測したと信じていた。そのうち2個は1790年1月18日と2月9日に、残る2個は1794年2月28日と3月26日に観測された。その結果として、その後何十年にも渡って天王星には合計6個の衛星が存在していると信じられていたが、後に発見が報告された4個の衛星が他の天文学者によって確認されたことはなかった。そして、1851年にラッセルによってアリエルとウンブリエルが発見されることになるが、この観測はハーシェルの観測結果を裏付けるものにはならなかった。 ハーシェルがチタニアとオベロン以外の衛星を発見していたとするなら、アリエルとウンブリエルも確かに観測していたと考えられるはずだが、軌道の特性においてアリエルとウンブリエルはどちらもハーシェルが後に報告した4個の衛星のどれにも一致しなかった。ハーシェルが報告した4個の衛星の公転周期は、天王星から近い順に5.89日（チタニアの内側）、10.96日（チタニアとオベロンの間）、38.08日、および107.69日（オベロンの外側）であると考えられていた。ハーシェルが報告したこの4個の衛星は、天王星の近くに見えていた背景の暗い恒星を誤認したことに起因する実在しない天体であると考えられており、アリエルとウンブリエルの発見の功績はラッセルに与えられることとなった。

## 名称
天王星の最初の2個の衛星は1787年に発見されたが、それらに名称が付けられたのは、さらに2個の衛星が発見された1年後の1852年であった。名称を命名したのは天王星を発見したウィリアム・ハーシェルの息子であるジョン・ハーシェルであった。ジョン・ハーシェルはギリシャ神話の登場人物の名前ではなく、イギリス文学に登場する魔法の精霊にちなんで、ウィリアム・シェイクスピアの『真夏の夜の夢』に登場する妖精オーベロンとティターニア、アレクサンダー・ポープの『髪盗人』に登場するシルフのエアリエルとノームのウンブリエル（エアリエルはシェイクスピアの戯曲『テンペスト』にも登場する）の名称を与えた。これらの精霊の名前を選んだ理由は、おそらく天王星の英名である Uranus の元になった天空神であるウーラノスには空や空気に関する精霊が付随されるだろうという推論によるものだった。ジョン・ハーシェル自身がこれらの名称の発案者なのか、あるいはアリエルとウンブリエルの発見者であるウィリアム・ラッセルが代わりに名称を選び、ハーシェルに許可を求めたものなのかは不明である。
その後に命名された名前では、空にまつわる精霊の名を由来とするというテーマは継続されなかった（パックとマブのみこの傾向は継続して反映されている）。1948年に発見された、天王星の5番目の衛星であるミランダは、シェイクスピアの『テンペスト』に登場する人物にちなんで、発見者のジェラルド・カイパーによって1949年に命名された。現在の国際天文学連合 (IAU) による慣例では、シェイクスピアの戯曲とポープの『髪盗人』の登場人物の名にちなんで天王星の衛星に名称を与えることになっている（ただし、現時点で後者から名前が取られているのはアリエル、ウンブリエル、ベリンダだけで、残りはすべてシェイクスピアの戯曲に由来している）。外側を公転している逆行衛星は全て『テンペスト』の登場人物にちなんで名付けられている。知られている天王星の不規則衛星の中で唯一、順行衛星であるマーガレットは『空騒ぎ』の登場人物から命名された。
小惑星にも、同じようにシェイクスピアの作品の登場人物にちなんで名付けられたものがいくつか存在しており、天王星の衛星と同名になっているものがある（Ophelia と (171) Ophelia、Bianca と (218) Bianca、Titania と (593) Titania、Desdemona と (666) Desdemona、Cupid と (763) Cupido、Cordelia と (2758) Cordelia）。

## 特徴と分類
天王星の衛星系の全質量は、太陽系の巨大ガス惑星の中で最も小さい。5個の主要な大型衛星の合計質量は、海王星の衛星であるトリトン（太陽系で7番目に大きい衛星）単独の質量の半分にも満たない。天王星の衛星の中で最大の大きさを持つチタニアでもその半径は 788.9 km で、地球の月の半分以下であり、土星で2番目に大きい衛星であるレアの半径よりはわずかに大きいため、チタニアは太陽系で8番目に大きな衛星となる。 

### 内衛星

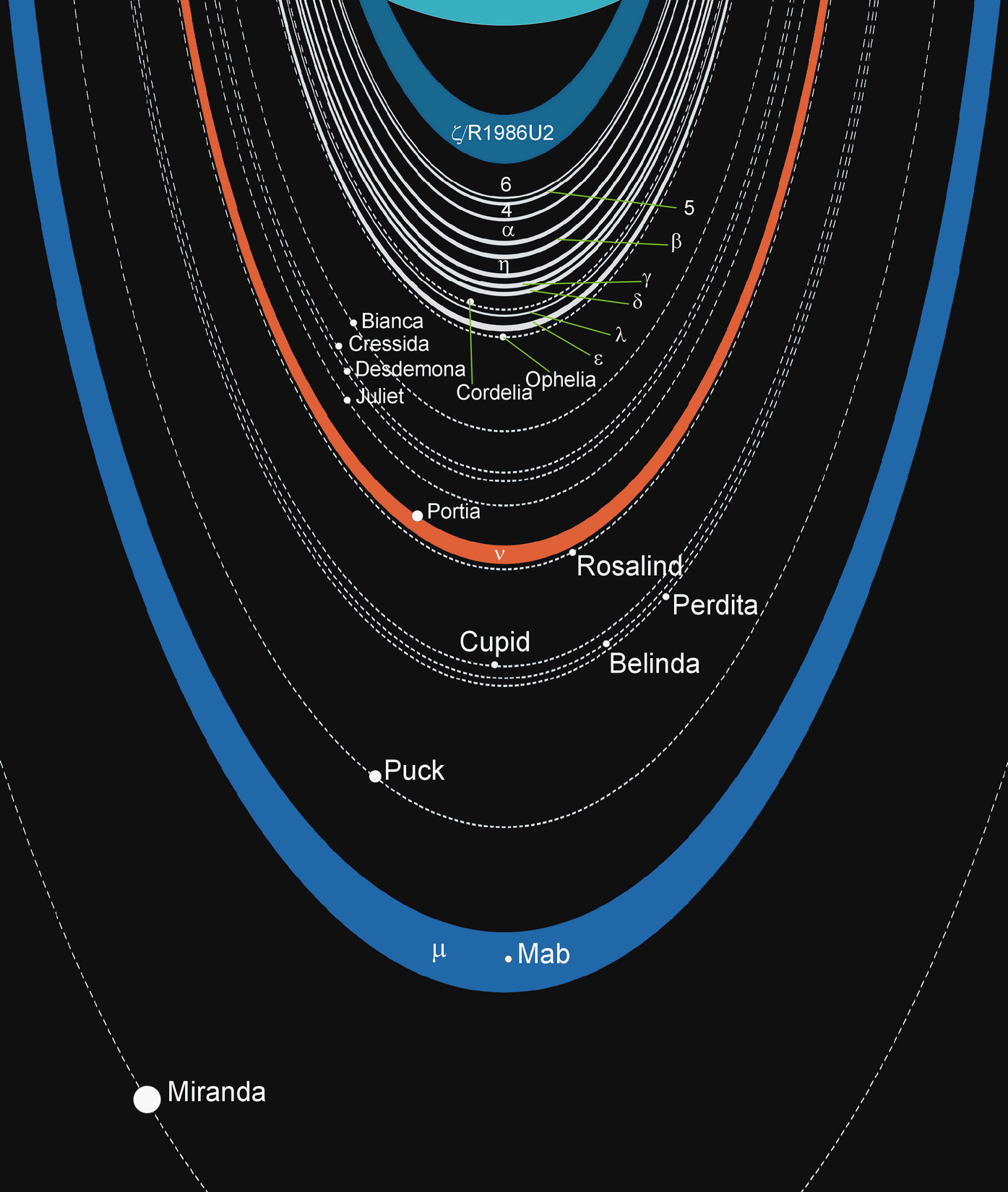
天王星の環と内衛星の軌道

2025年の時点で、天王星には14個の内衛星が知られており、それらの軌道は全てミランダの軌道よりも内側にある。内衛星は、似通った軌道特性を持つ2つのグループに分類され、ビアンカ、クレシダ、デズデモーナ、ジュリエット、ポーシャ、ロザリンドの6個の衛星を含むポーシャ群 (Portia group) と、キューピッド、ベリンダ、ペエルディータの3個の衛星を含むベリンダ群 (Belinda group) に分けることができる。全ての内衛星は天王星の環と密接に関係しており、天王星の環はおそらく1個またはいくつかの小さな内衛星が破片となったことによって生じたものと考えられている。最も内側を公転している衛星であるコーディリアとオフィーリアは天王星のε環の羊飼い衛星であり、内衛星の中でも特に小さなマブは天王星の環の中で最も外側にあるμ環を構成する物質の供給源となっている。2016年には、ボイジャー2号が撮影した画像に映るα環とβ環の挙動から、その約 100 km 外側にさらに2個の小さな未知の羊飼い衛星（半径は 2 km から 7 km 程度）が存在している可能性が示されている。
約 162 km の直径を持つパックは天王星の内衛星の中では最も大きく、また内衛星で唯一、ボイジャー2号によって細部まで観測が行われている衛星である。パックとマブは、天王星の内衛星の中では比較的外側を公転している。天王星の内衛星は全て明るさが暗いことが知られており、幾何学的アルベドは 10% 未満となっている。これらの衛星はおそらく、放射線処理 (radiation-processed) された有機物を含む暗い物質で汚染された水の氷で構成されていると考えられている。
天王星の内衛星は、特に軌道が密接なポーシャ群とベリンダ群内において、常に互いに軌道を掻き乱している。これらの衛星系はカオス的になっており、明らかに不安定な状態となっている。シミュレーションによると、衛星が互いに摂動を起こして軌道を交差させ、最終的に衛星同士が衝突する可能性があることが示されている。デズデモーナは今後100万年以内にクレシダ、あるいは今後400万年から1億年のうちにクレシダまたはジュリエットと衝突する可能性がある。キューピッドは今後1000万年以内にベリンダと衝突する可能性があり、ペルディータとジュリエットもこれよりも後に衝突を起こすだろうとされている。このため、環と内衛星は一定の流動下にあり、衛星が短い時間スケールで衝突したり再降着したりしている可能性がある。

### 大型衛星

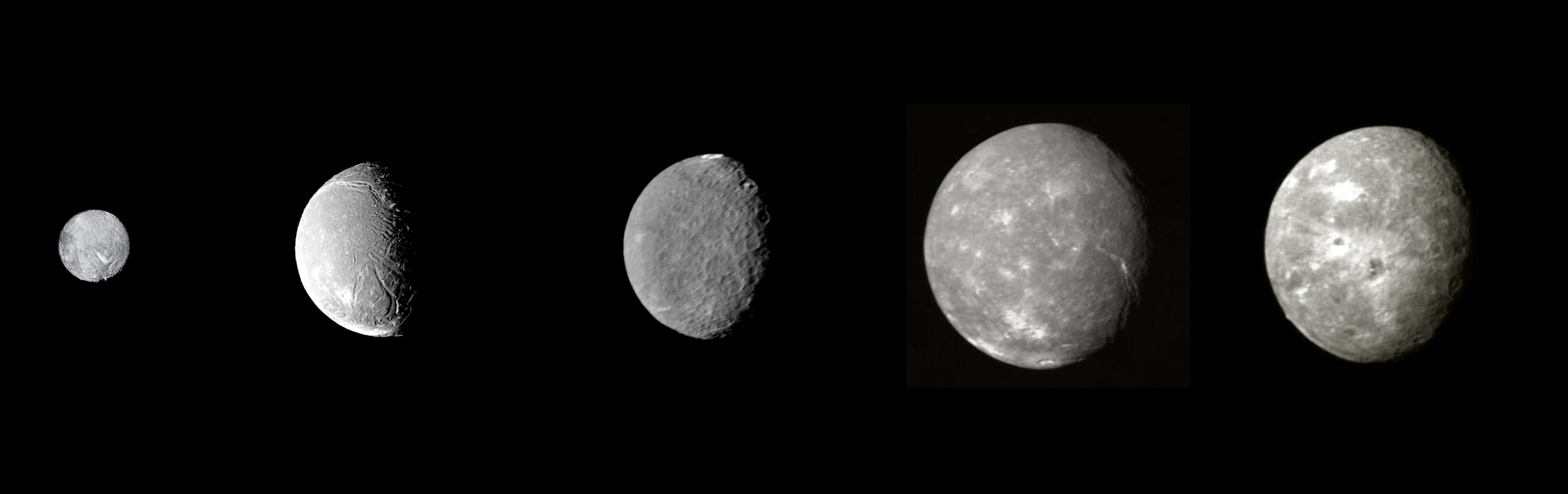
天王星を公転している特に大きい5個の衛星の相対的な大きさを示した画像。左から順にミランダ、アリエル、ウンブリエル、チタニア、オベロン。

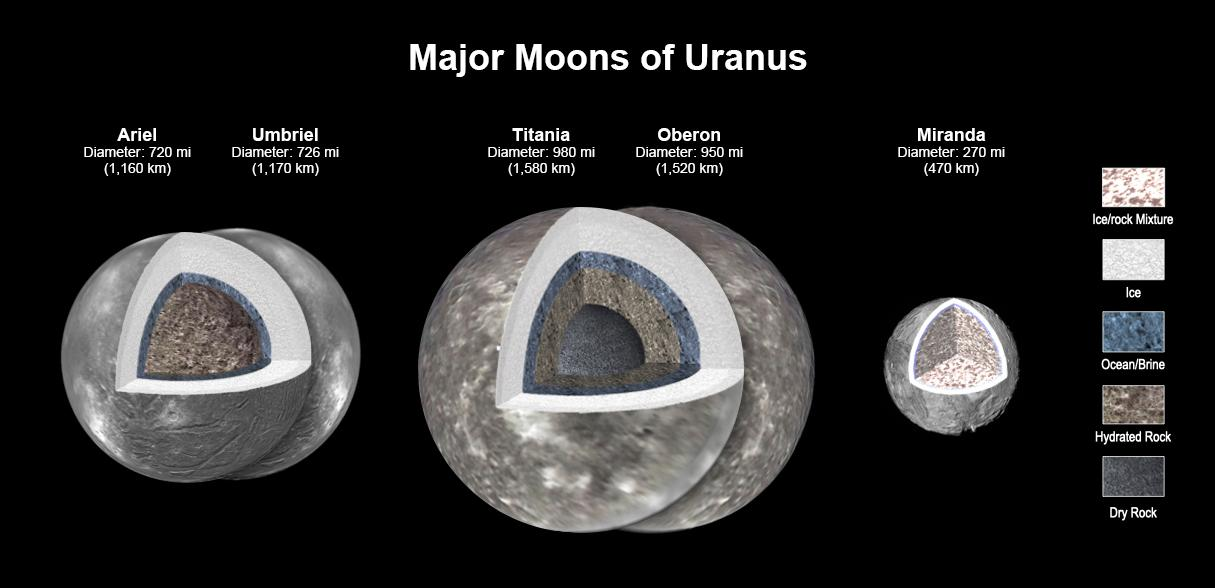
天王星の大型衛星の内部構造（2023年5月4日時点の内部モデリング）

天王星には ミランダ、アリエル（エアリエルとも）、ウンブリエル、チタニア（ティタニア、タイタニアなどとも）、オベロン と呼ばれる5個の主要な大型衛星がある。直径はミランダの約 472 km からチタニアの約 1,578 km まで様々である。これらの衛星は全て明るさが比較的暗く、その幾何学的アルベドは 30% から 50% の間で変化するが、ボンドアルベドは 10% から 23% の間となっている。これらの大型衛星の中ではウンブリエルが最も暗く、アリエルが最も明るい。質量は約 6.7×1019 kg（ミランダ）から約 3.5×1021 kg（チタニア）の範囲となっている。比較として、地球の月の質量は約 7.5×1022 kg である。これらの天王星の主要衛星は、天王星の周囲に存在していた降着円盤（周惑星円盤）の中で形成されたとされており、この円盤は形成された天王星の周囲にしばらく存在していたか、初期の段階で天王星が受けた大規模な天体衝突の結果により生じたものであると考えられている。この見解は、冥王星やハウメアのような準惑星にも見られる表面特性である大きな熱慣性によって裏付けられている。この熱慣性の大きさは、典型的な太陽系外縁天体 (TNO) と同様の熱挙動がみられる天王星の不規則衛星とは大きく異なっており、これらの大型衛星と不規則衛星は起源が別々であることを示唆している。
主に氷で構成されているミランダを除いて、他の大型衛星はほぼ同量の岩石と氷で構成されている。この氷の成分にはアンモニアと二酸化炭素が含まれている場合もある。表面には衝突クレーターが多く見られる（ウンブリエルを除く）が、全てにリニアメント（渓谷）という形で、ミランダの場合はコロナと呼ばれる卵形の構造の形で、内因的な表面の再生成があったことの兆候が示されている。ダイアピルの湧昇に伴う伸長プロセスがコロナの発生の原因である可能性が示されている。アリエルは衝突クレーターが最も少なく表面が最も若いと思われ、逆にウンブリエルは表面が最も古いと考えられている。過去にミランダとウンブリエルは 1：3 、アリエルとチタニアは 1：4 の軌道共鳴の関係にあり、ミランダとアリエルの内部で内因的な活動を引き起こした潮汐加熱の原因であると考えられている。過去にこのような軌道共鳴が発生していたことの証拠の一つとして、天王星に非常に近い衛星であるにもかかわらず、ミランダの軌道傾斜角（約4.34度）が異様に大きいということが挙げられている。天王星の大型衛星は内部が分化している可能性があり、その中心には岩石で構成された核が存在しており、その周囲が氷で構成されたマントルに覆われているとされている。チタニアとオベロンは、核とマントルの境界に液体の水で出来た内部海を持つ可能性が指摘されている。天王星の大型衛星には大気はほとんど存在していない。例えば、チタニアは 10 ～ 20 nbar を超える気圧を持つ大気は持たないことが示されている。
一般的に惑星を公転している衛星が形成されるメカニズムの一つとして、惑星に別の天体が衝突した結果として発生した破片が直接集まって周囲を公転する衛星が形成されるという説があるが、この場合、形成される衛星系の全質量は主惑星の質量の 1% 程度となり、また、衛星は惑星のすぐ近くで形成されると考えられる。しかし、天王星の衛星系の全質量は天王星の約 0.01% しかなく、さらに大型の衛星は天王星から天王星半径の10倍前後離れた軌道を公転している。そこで2020年に、東京工業大学の井田茂らの研究チームは、天王星で天体衝突が発生した際に固体の破片ではなく、天王星全体の 1% の質量を持った氷が蒸発して水蒸気として放出されて周囲に降着円盤を形成し、それが天王星半径の10倍以上にまで広がれば、円盤中の水蒸気が氷となって凝縮されて現在の天王星の大型衛星に似通った衛星系が形成されうるとする研究結果を発表した。

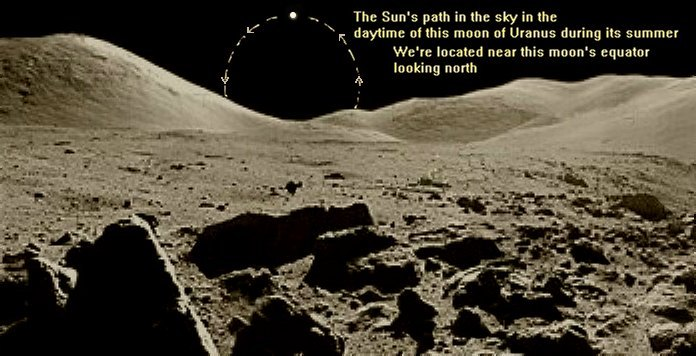
天王星の北半球が夏を迎えている時期において、衛星の赤道上から北の方向を見たときに観測される太陽の動き方を示した図

天王星とその主要衛星が夏至を迎えた時に表面から観測できる局地的な太陽の経路は、他のほとんどの太陽系の天体では見られないかなり異なったものとなる。主要衛星は、天王星と自転軸の傾きがほぼ同じになっている（つまり、天王星の自転軸とほぼ平行になっている）。夏を迎えている方の半球では、太陽は天王星の天の極から約7度という非常に近い位置で、天王星の天の極の周りを円形の軌道を描くように移動して見える。

### 不規則衛星

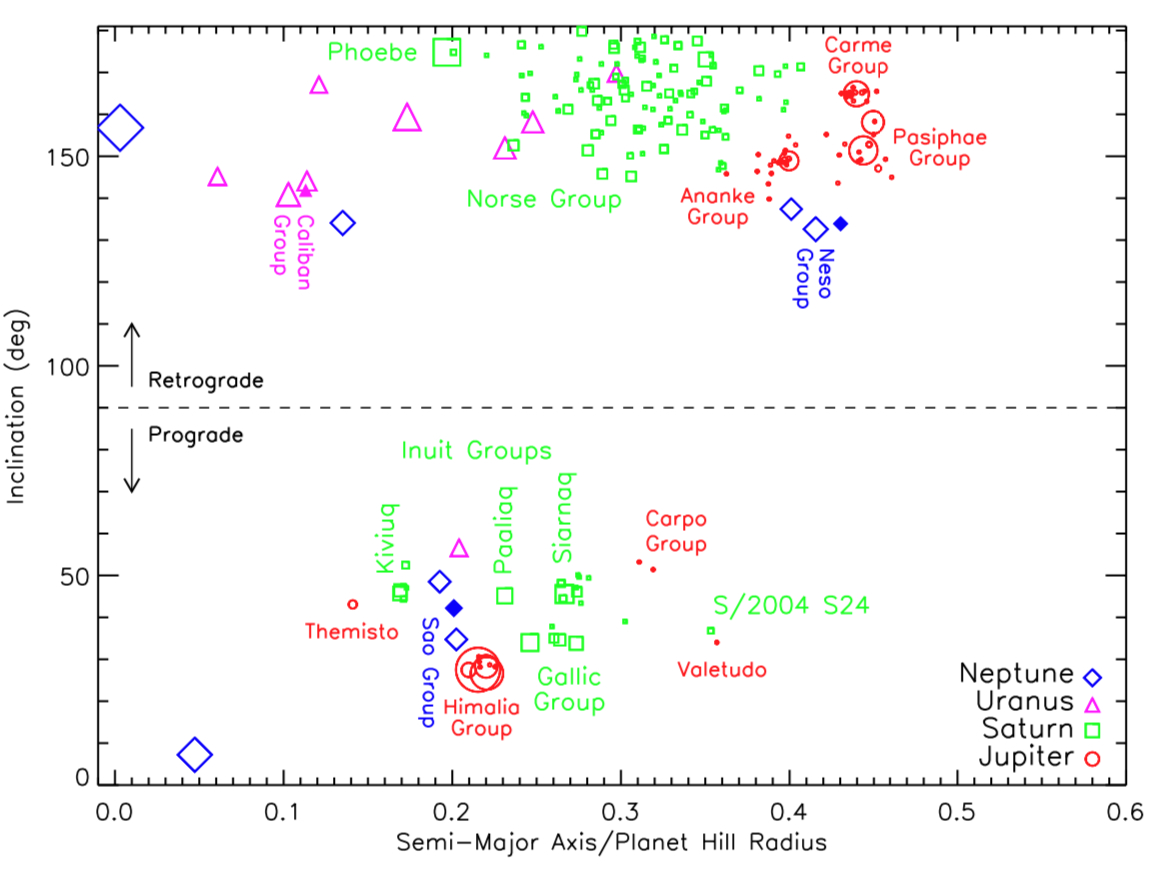
横軸を主惑星からの軌道長半径、縦軸を軌道の軌道傾斜角とした際の木星（赤）、土星（黄緑）、天王星（マゼンダ）、海王星（青、トリトンを含む）の不規則衛星の分布を示したグラフ。横軸の軌道長半径は主惑星のヒル半径に対する割合を、縦軸の軌道傾斜角は黄道面に対する傾きを示している。衛星の相対的な大きさはプロットされている図形の大きさで表している。天王星のヒル半径は約 7300万 km とされている。キャリバン群に属する衛星にはラベルが付されている。データは2024年2月時点のもの。

天王星の不規則衛星の大きさは、約 160 km（シコラクス）から 10 km 以下（S/2023 U 1）まで様々な大きさを持つ。知られている天王星の不規則衛星の数が少ないため、どの衛星が同様の軌道の特性を持つグループに属しているかはまだ明らかになっていない。天王星の不規則衛星の中で唯一知られているグループはキャリバン群 (Caliban group) で、天王星からの距離が 600万 km から 700万 km 、黄道面に対する軌道傾斜角が141度から144度の範囲に集中している。キャリバン群には、キャリバン、ステファノー、S/2023 U 1 の3個の逆行衛星が属している。
黄道面に対する軌道傾斜角が60度から140度の範囲となる軌道を持つ衛星は古在メカニズムによる不安定性が生じることから、現時点では知られていない。この軌道傾斜角の不安定領域では、遠天点で太陽から受ける摂動によって衛星の軌道離心率が大きくなり、内側にある別の衛星との衝突や天王星の重力圏外への脱出に繋がってしまう。この不安定領域で衛星が惑星の周囲を公転する状態を維持できるのは1000万年から10億年程度である。マーガレットは、現在知られている天王星の不規則衛星の中では唯一の順行衛星であり、太陽系内の衛星の中でも、海王星の衛星であるネレイドに次いで2番目に軌道離心率が大きく、特に偏心した軌道を持つ衛星の一つである。

## 一覧

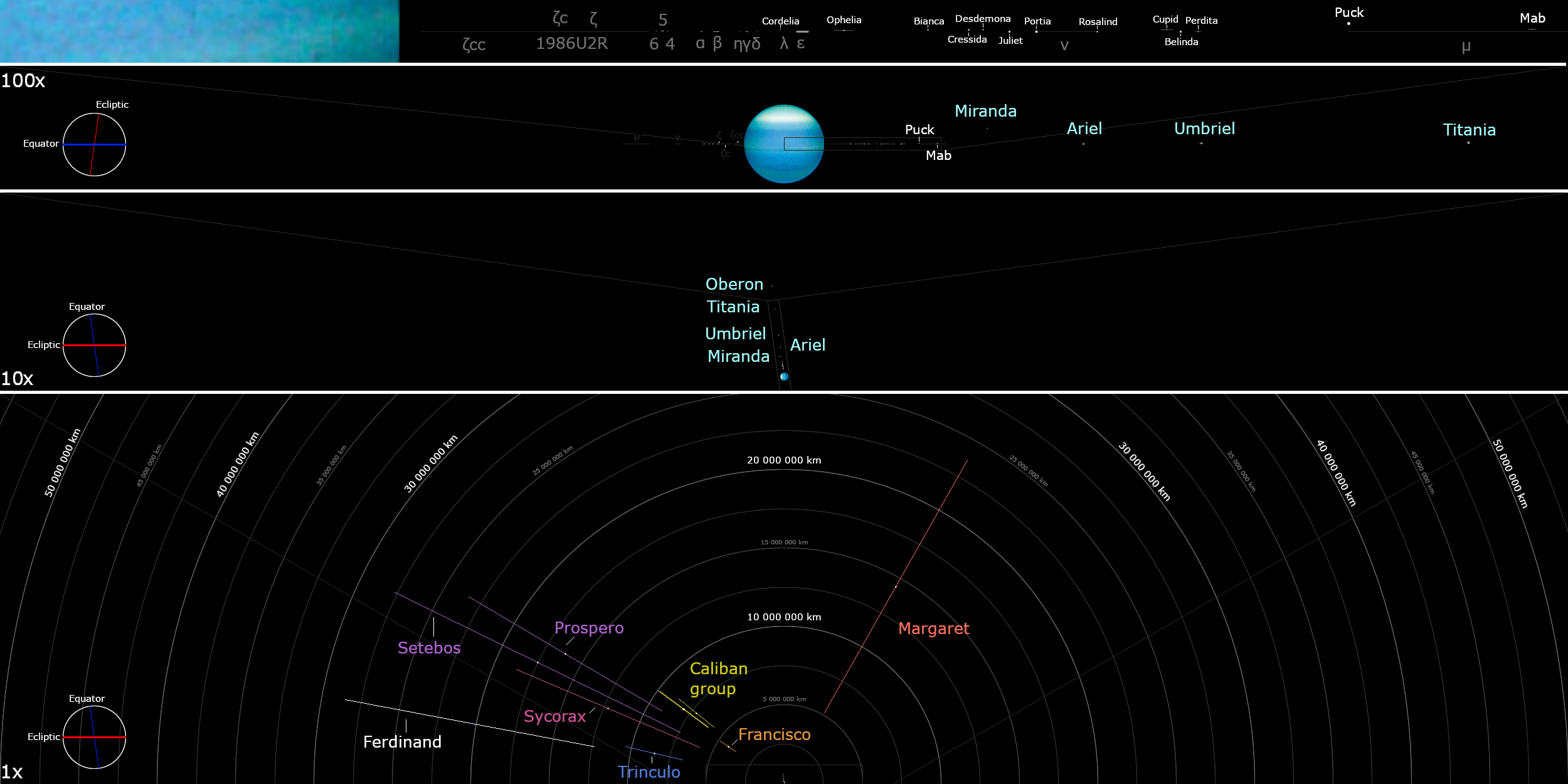
天王星の環とその衛星の軌道傾斜角と天王星からの距離を様々なスケールで示した軌道図。主要な衛星や衛星群、環には個別にラベルがつけられている。画像をクリックすることでフル解像度で閲覧可能。各衛星の線は天王星からの近天点距離、遠天点距離を結んだもので、線の長さが概ね軌道離心率を表す。

以下の表では、現時点で正式に確認されている天王星の衛星を公転周期（または軌道長半径）が短い衛星から長い衛星の順に掲載する。形状が回転楕円体に落ち着くほど大型の衛星は太字で強調されており、表中の段を青色で示している。主要な大型衛星と内衛星は全て、天王星の太陽に対する公転方向と同じ方向へ公転する順行軌道を持つ。逆行軌道を持つ不規則衛星の段は濃い灰色で表示さしている。先述の通り、マーガレットは天王星の不規則衛星の中では唯一、順行軌道を持っており、明るい灰色で示している。不規則衛星は太陽から頻繁に摂動の影響を受けることにより、その軌道要素や天王星からの平均距離が短い時間スケールで大きく変動するため、一覧にある全ての不規則衛星の軌道要素は Brozović と Jacobson (2009) による8,000年間の数値積分で平均化された固有軌道要素（平均軌道要素）を示している。これらは他の情報源で掲示されることがある、特定の日時を元期とした接触軌道要素（摂動の影響などによる長期的な軌道の変化を考慮しない）で示される軌道要素とは異なる場合がある。大型衛星と内衛星の軌道要素は2000年1月1日 (TDB) 、不規則衛星の固有軌道要素は2020年1月1日 (TDB) を元期としている。
| 凡例     | 凡例       | 凡例               | 凡例               | 凡例           |
| 規則衛星 | 規則衛星   | 不規則衛星         | 不規則衛星         | 不規則衛星     |
| -------- | ---------- | ------------------ | ------------------ | -------------- |
| 内衛星   | ♠ 大型衛星 | † 未分類の順行衛星 | ‡ 未分類の逆行衛星 | ♦ キャリバン群 |

| 確定番号 | 名称              | 画像 | 絶対等級 (H) | 直径 (km)                         | 質量 (×1016 kg) | 軌道長半径 (km) | 公転周期 (日) | 軌道傾斜角 (°) | 軌道離心率 | 初観測年 | 公表年 | 発見者                                                 | 衛星群       |
| -------- | ----------------- | ---- | ------------ | --------------------------------- | --------------- | --------------- | ------------- | -------------- | ---------- | -------- | ------ | ------------------------------------------------------ | ------------ |
| VI       | コーディリア      |      | 10.3         | 40 ± 6 (50 × 36)                  | ≈ 3.4           | 49,800          | +0.33457      | 0.2            | 0.000      | 1986     | 1986   | Richard J. Terrile （ボイジャー2号）                   | 羊飼い衛星   |
| VII      | オフィーリア      |      | 10.2         | 43 ± 8 (54 × 38)                  | ≈ 4.2           | 53,800          | +0.37686      | 0.1            | 0.011      | 1986     | 1986   | Richard J. Terrile （ボイジャー2号）                   | 羊飼い衛星   |
| 99       | S/2025 U 1        |      | ≈13.6        | 8 - 10                            | ≈ 0.04          | 56,250          | +0.402        | ≈0.0           | ≈0.000     | 2025     | 2025   | M. El Moutamid など （ジェイムズ・ウェッブ宇宙望遠鏡） |              |
| VIII     | ビアンカ          |      | 9.8          | 51 ± 4 (64 × 46)                  | ≈ 6.9           | 59,200          | +0.43501      | 0.1            | 0.001      | 1986     | 1986   | ブラッドフォード・A・スミス （ボイジャー2号）          | ポーシャ群   |
| IX       | クレシダ          |      | 8.9          | 80 ± 4 (92 × 74)                  | ≈ 27            | 61,800          | +0.46315      | 0.1            | 0.000      | 1986     | 1986   | スティーヴン・P・シノット （ボイジャー2号）            | ポーシャ群   |
| X        | デズデモーナ      |      | 9.3          | 64 ± 8 (90 × 54)                  | ≈ 14            | 62,700          | +0.47323      | 0.1            | 0.000      | 1986     | 1986   | スティーヴン・P・シノット （ボイジャー2号）            | ポーシャ群   |
| XI       | ジュリエット      |      | 8.5          | 94 ± 8 150 × 74)                  | ≈ 43            | 64,400          | +0.49348      | 0.0            | 0.001      | 1986     | 1986   | スティーヴン・P・シノット （ボイジャー2号）            | ポーシャ群   |
| XII      | ポーシャ          |      | 7.7          | 135 ± 8 (156 × 126)               | ≈ 130           | 66,100          | +0.51320      | 0.0            | 0.000      | 1986     | 1986   | スティーヴン・P・シノット （ボイジャー2号）            | ポーシャ群   |
| XIII     | ロザリンド        |      | 9.1          | 72 ± 12                           | ≈ 20            | 69,900          | +0.55846      | 0.0            | 0.000      | 1986     | 1986   | スティーヴン・P・シノット （ボイジャー2号）            | ポーシャ群   |
| XXVII    | キューピッド      |      | 12.6         | ≈ 18                              | ≈ 0.31          | 74,400          | +0.61317      | 0.1            | 0.005      | 2003     | 2003   | Mark R. Showalter など                                 | ベリンダ群   |
| XIV      | ベリンダ          |      | 8.8          | 90 ± 16 (128 × 64)                | ≈ 38            | 75,300          | +0.62353      | 0.0            | 0.000      | 1986     | 1986   | スティーヴン・P・シノット （ボイジャー2号）            | ベリンダ群   |
| XXV      | ペルディータ      |      | 11.0         | 30 ± 6                            | ≈ 1.4           | 76,400          | +0.63841      | 0.0            | 0.002      | 1999     | 1999   | Erich Karkoschka （ボイジャー2号）                     | ベリンダ群   |
| XV       | パック            |      | 7.3          | 162 ± 4                           | 191 ± 64        | 86,005          | +0.76148      | 0.3562         | 0.0002     | 1985     | 1986   | スティーヴン・P・シノット （ボイジャー2号）            |              |
| XXVI     | マブ              |      | 12.1         | ≈ 18                              | ≈ 0.31          | 97,700          | +0.92329      | 0.1            | 0.003      | 2003     | 2003   | Mark R. Showalter など                                 | μ環の供給源  |
| V        | ミランダ♠         |      | 3.5          | 471.6 ± 1.4 (481 × 468 × 466)     | 6293 ± 300      | 129,858         | +1.4138       | 4.4072         | 0.0014     | 1948     | 1948   | ジェラルド・カイパー                                   |              |
| I        | アリエル♠         |      | 1.0          | 1157.8 ± 1.2 (1162 × 1156 × 1155) | 123310 ± 1800   | 190,930         | +2.5207       | 0.0167         | 0.0012     | 1851     | 1851   | ウィリアム・ラッセル                                   |              |
| II       | ウンブリエル♠     |      | 1.7          | 1169.4 ± 5.6                      | 128850 ± 2250   | 265,982         | +4.1445       | 0.0796         | 0.0039     | 1851     | 1851   | ウィリアム・ラッセル                                   |              |
| III      | チタニア♠         |      | 0.8          | 1576.8 ± 1.2                      | 345500 ± 5090   | 436,282         | +8.7064       | 0.1129         | 0.0012     | 1787     | 1787   | ウィリアム・ハーシェル                                 |              |
| IV       | オベロン♠         |      | 1.0          | 1522.8 ± 5.2                      | 311040 ± 7490   | 583,449         | +13.464       | 0.1478         | 0.0014     | 1787     | 1787   | ウィリアム・ハーシェル                                 |              |
| XXII     | フランシスコ‡     |      | 12.4         | ≈ 22                              | ≈ 0.56          | 4,275,700       | −267.11       | 146.8          | 0.144      | 2001     | 2003   | マシュー・J・ホルマンなど                              |              |
| XVI      | キャリバン♦       |      | 9.1          | 42+20 −12                         | ≈ 3.9           | 7,167,000       | −579.76       | 141.4          | 0.200      | 1997     | 1997   | ブレット・J・グラドマンなど                            | キャリバン群 |
| XX       | ステファノー♦     |      | 9.7          | ≈ 32                              | ≈ 1.7           | 7,951,400       | −677.55       | 143.6          | 0.235      | 1999     | 1999   | ブレット・J・グラドマンなど                            | キャリバン群 |
| 99       | S/2023 U 1♦       |      | 13.7         | ≈ 8                               | ≈ 0.027         | 7,976,600       | −680.78       | 143.9          | 0.250      | 2023     | 2024   | スコット・S・シェパード                                | キャリバン群 |
| XXI      | トリンキュロー‡   |      | 12.7         | ≈ 18                              | ≈ 0.31          | 8,502,600       | −749.40       | 167.1          | 0.220      | 2001     | 2002   | マシュー・J・ホルマンなど                              |              |
| XVII     | シコラクス‡       |      | 7.4          | 157+23 −15                        | ≈ 200           | 12,193,200      | −1288.40      | 157.0          | 0.520      | 1997     | 1997   | Philip D. Nicholson など                               |              |
| XXIII    | マーガレット†     |      | 12.7         | ≈ 20                              | ≈ 0.42          | 14,425,000      | +1655.16      | 60.5           | 0.642      | 2003     | 2003   | スコット・S・シェパードなど                            |              |
| XVIII    | プロスペロー‡     |      | 10.5         | ≈ 50                              | ≈ 6.5           | 16,221,000      | −1979.41      | 149.4          | 0.441      | 1999     | 1999   | マシュー・J・ホルマンなど                              |              |
| XIX      | セティボス‡       |      | 10.7         | ≈ 47                              | ≈ 5.4           | 17,519,800      | −2224.94      | 153.9          | 0.579      | 1999     | 1999   | ジョン・J・カヴェラーズなど                            |              |
| XXIV     | フェルディナンド‡ |      | 12.5         | ≈ 21                              | ≈ 0.48          | 20,421,400      | −2808.70      | 169.2          | 0.395      | 2001     | 2003   | マシュー・J・ホルマンなど                              |              |